# Hong Kyung
Đây là một tên người Triều Tiên, họ là Hong.
Hong Kyung (tiếng Hàn: 홍경; sinh ngày 14 tháng 2 năm 1996) là một nam diễn viên người Hàn Quốc. Anh được biết đến nhiều nhất qua những vai diễn trong Innocence (2020) và Weak Hero Class 1 (2022).

## Sự nghiệp
Sau khi tốt nghiệp trường đại học Hanyang, Hong Kyung ra mắt với vai diễn nhỏ trong series Queens of Mystery (2017) và xuất hiện trong School (2017), While you were sleeping (2017), Jugglers (2017-2018). Anh tiếp tục với sự nghiệp của mình bằng các vai diễn như My Lawyer, Mr.Jo 2: Crime and Punishment (2019), D.P (2021) và Lovers of The Red Sky (2021).
Hong Kyung tạo dấu ấn trong phim điện ảnh đầu tay Innocence (2020), vai diễn giúp anh nhận được sự phản hồi tốt và giành giải thưởng Baeksang Arts Award for Best New Actor - Film.
Vào năm 2022, Hong Kyung chuyển sang công ty quản lý mới Management mmm sau khi kết thúc hợp đồng với J-Wide Company. 

## Phim và các dự án

### Phim điện ảnh
| Năm  | Tên         | Vai            | Ghi chú      | Nguồn |
| ---- | ----------- | -------------- | ------------ | ----- |
| 2020 | Trắng án    | Ahn Jung-soo   |              |       |
| 2021 | Một nơi xa  | Hyun-min       | Phim độc lập |       |
| 2021 | On the Line | Người tìm việc | Cameo        |       |
| TBA  | Luận Quân   |                |              |       |
| 2024 | Hear Me     |                |              |       |

### Phim truyền hình
| Năm       | Tên                                          | Vai                 | Ghi chú                   | Nguồn |
| --------- | -------------------------------------------- | ------------------- | ------------------------- | ----- |
| 2017      | Nữ hoàng trinh thám                          | Kẻ bắt nạt          |                           |       |
| 2017      | Học đường 2017                               | Won Byung-goo       |                           |       |
| 2017      | Khi nàng say giấc                            | Choi Wook-hyun      | Cameo (tập 3, 6, 29, 31)  |       |
| 2017–2018 | Jugglers                                     | Jwa Tae-yi          |                           |       |
| 2017–2018 | Khoảng cách tình yêu                         | Choi Sung-jae       | Cameo                     |       |
| 2018      | Live                                         | Yoo Man-yong        | Cameo (tập 9–11)          |       |
| 2018      | Cuộc sống trên sao Hỏa                       | Oh Young-soo (1988) | Cameo (tập 10, 12)        |       |
| 2019      | Mặt trái của công lý 2: Tội ác và Trừng phạt | Baek Seung-hoon     |                           |       |
| 2019      | Khách sạn ma quái                            | Thợ làm bánh        | Cameo (tập 4)             |       |
| 2021      | Bầu trời rực đỏ                              | Choi Jung           |                           |       |
| 2021      | Hiệu ứng hậu chia tay                        | Koo Won-bin         | Phim truyền hình đặc biệt |       |
| 2023      | Ác quỷ                                       | Lee Hong-sae        |                           |       |

### Web series
| Năm  | Tên                           | Vai          | Ghi chú  | Nguồn |
| ---- | ----------------------------- | ------------ | -------- | ----- |
| 2017 | Brain, Your Choice of Romance | Tae-woo      |          |       |
| 2021 | D.P                           | Ryu Yi-kang  | Season 1 |       |
| 2022 | Weak Hero Class 1             | Oh Beom-seok | Class 1  |       |
| TBA  | Concrete Market               | Tae-jin      |          |       |

### Music video
| Year | Song Title             | Artist         | Ref. |
| ---- | ---------------------- | -------------- | ---- |
| 2022 | "Can't Control Myself" | Taeyeon (태연) |      |

## Giải thưởng và đề cử
| Award ceremony          | Year | Category                    | Nominee / Work                                            | Result    | Ref. |
| ----------------------- | ---- | --------------------------- | --------------------------------------------------------- | --------- | ---- |
| Baeksang Arts Awards    | 2021 | Best New Actor – Film       | Innocence                                                 | Đoạt giải |      |
| Baeksang Arts Awards    | 2023 | Best New Actor – Television | Weak Hero Class 1                                         | Đề cử     |      |
| Blue Dragon Film Awards | 2021 | Best New Actor              | Innocence                                                 | Đề cử     |      |
| Buil Film Awards        | 2020 | Best New Actor              | Innocence                                                 | Đề cử     |      |
| Buil Film Awards        | 2021 | Best New Actor              | A Distant Place                                           | Đề cử     |      |
| Chunsa Film Art Awards  | 2021 | Best New Actor              | Innocence                                                 | Đề cử     |      |
| KBS Drama Awards        | 2021 | Best New Actor              | Drama Special – The Effect of a Finger Flick on a Breakup | Đề cử     |      |
| Wildflower Film Awards  | 2022 | Best New Actor              | A Distant Place                                           | Đề cử     |      |